# Brassica rapa chinensis
Brassica rapa chinensis, conocida como bok choy o pak choi, es una de las variedades de col china. Las variedades chinensis no forman cabezas y tienen hojas verdes, lisas y oscuras, formando una agrupación que recuerda a la mostaza o al apio. Estas variedades son populares en el sur y sureste de China. Es muy resistente al frío, una de las razones por la cual su cultivo se está incrementando en el norte de Europa. Este grupo fue originalmente clasificado por Linneo como una especie bajo el nombre de Brassica chinensis.

## Variaciones del nombre
Aparte del ambiguo término "col china", el nombre más utilizado en Norteamérica para la variedad "chinensis" es "bok choy" (del cantonés, que significa literalmente "vegetales blancos" ", También deletreado  pak choi ,  bok choi  y  pak choy ). En el Reino Unido, Australia, Sudáfrica, y otras naciones de la Commonwealth se emplea el término "pak choi". Menos comúnmente, también se emplean los nombres descriptivos ingleses "acelga china", "mostaza china", "mostaza de apio" y "col cuchara".
En Australia, el Departamento de Industrias Primarias de Nueva Gales del Sur ha definido muchos nombres transcritos para cultivos específicos. Además, han introducido la palabra buk choy pare referirse a un tipo de col para distinguirla de pak choy.
En China, la mayoría de la población habla mandarín (unos 955 millones) y para ellos, el término más empleado es 青菜 qīng cài (literalmente "vegetal verde azulado"). Aunque el término 白菜 es pronunciado "baak choi" en cantonés, los mismos caracteres se pronuncian como "bái cài" en chino mandarín, para la col china.
En castellano filipino se llama pechay (en filipino: petsáy).
Pak choi es el nombre más aceptado para esta planta en  países miembros de la Commonwealth y países miembros de Iberoamérica.
En Panamá también se le conoce como "hojas de mostaza blanca".

## Valor nutricional
La col china cruda está compuesta por un 95% de agua, un 2% de carbohidratos, un 1% de proteína y menos de un 1% de grasa (tabla). En una cantidad de 100 gramos, la col china cruda suministra 13 calorías y es una fuente rica (20% o más de la Ingesta Diaria Recomendada), IDR) de la vitamina A (30% IDR) Vitamina C (54% DV) y vitamina K (44% IDR), mientras que aporta folato, vitamina B6 y calcio en cantidades moderadas. 17% IDR) (tabla).
La col china está en el puesto número 2 de un total 41 vegetales, en densidad de nutrientes.

## Efectos tóxicos
Bok choy contiene glucosinolatos. Se ha demostrado que estos componentes previenen el cáncer en pequeñas dosis, pero como muchas otras sustancias, puede ser tóxico para humanos en grandes dosis, sobre todo para personas que ya están gravemente enfermas. En 2009, una mujer anciana que era diabética, consumía de 1 a 1,5 kg de bok choy crudo al día en un intento de curar su diabetes, desarrolló hipotiroidismo por razones vinculadas a su diabetes, acabando en coma mixedematoso.

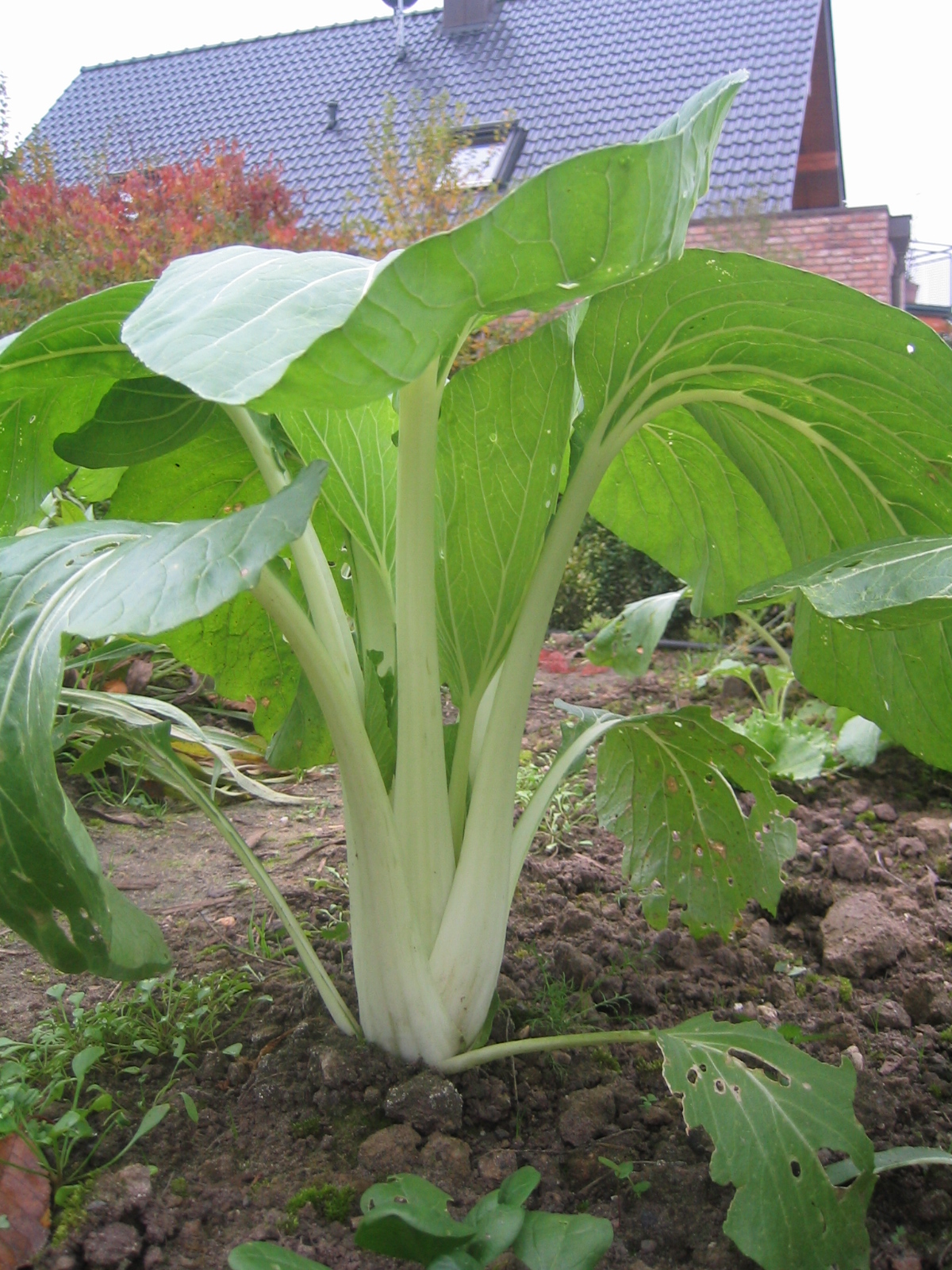
B. rapa chinesis en cultivo
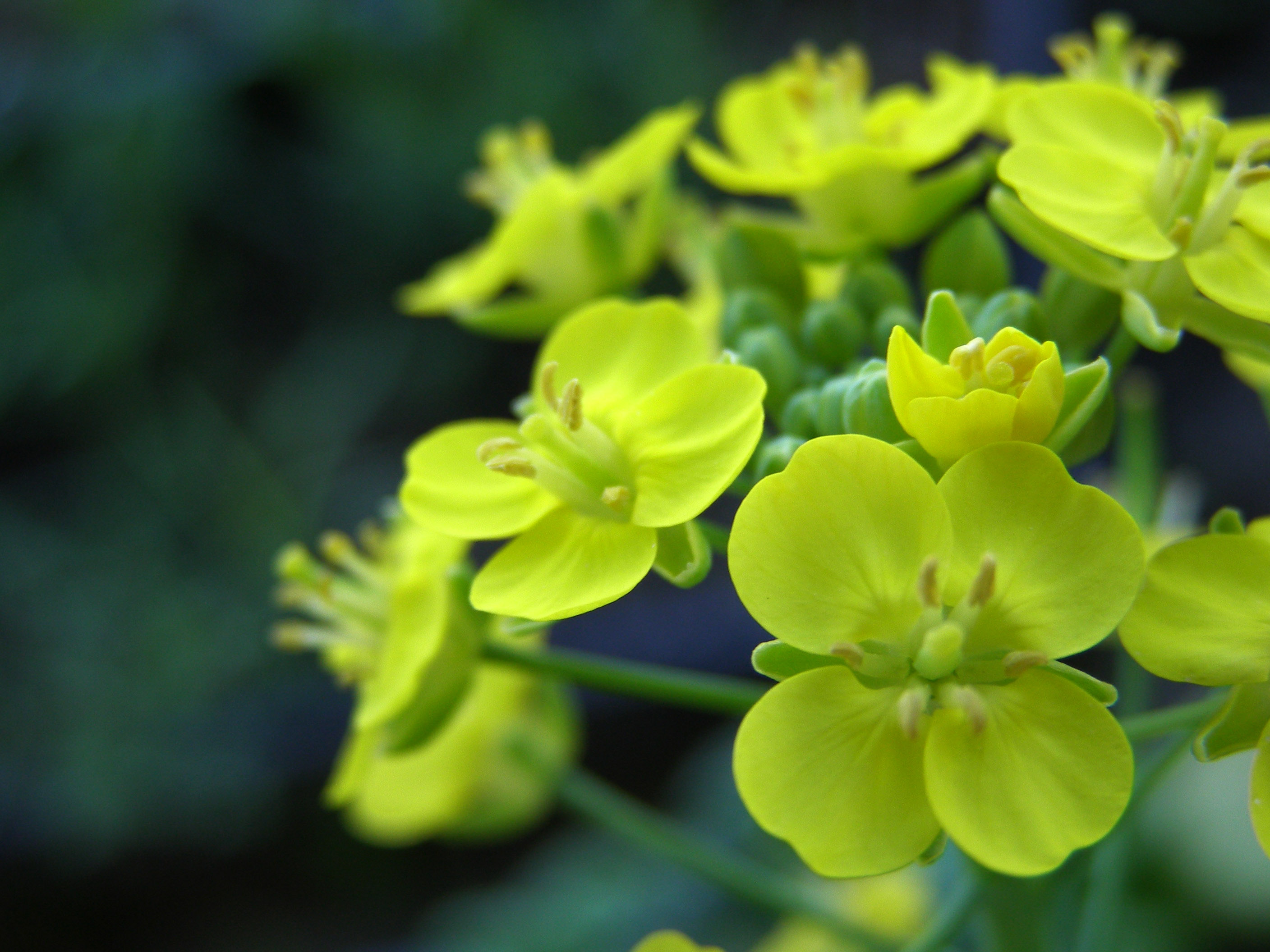
Flores
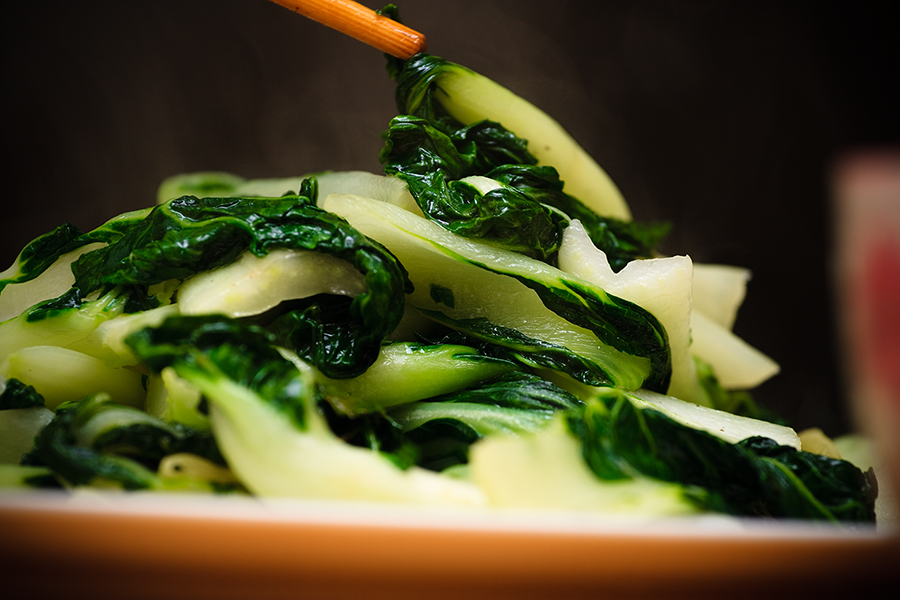
Bok choy cocida